# Hans von Koessler
Hans von Koessler (1 de enero de 1853 - Ansbach, 23 de mayo de 1926) fue un compositor alemán, director de orquesta y profesor de música. En Hungría, donde trabajó durante 26 años, fue conocido como János Koessler. Koessler, primo de Max Reger, nació en Waldeck, Fichtelgebirge (que ahora forma parte de Kemnath, Alto Palatinado). 
Fue educado en el instrumento del órgano desde 1874 hasta 1877 por Joseph Rheinberger y asistió a las lecciones de Franz Wüllner en Múnich. Inmediatamente después, se trasladó a Dresde, donde fue nombrado director y profesor de Teoría y Música Coral en la Escuela de Música de Dresde. Desde 1878 fue también director de la orquesta Dresdner Liedertafel. De 1882 a 1908, fue inicialmente profesor de Órgano y Coro en la Academia Nacional de Música de Budapest en Hungría. Más tarde, también se convirtió en profesor de composición. 
Sus alumnos se convirtieron en algunos de los mejores compositores húngaros de la época: Zoltán Kodály, Béla Bartók, Emmerich Kálmán, Ernő Dohnányi y Leó Weiner. Después de su jubilación en 1908, regresó a Alemania.
Koessler compuso más de 130 obras, incluyendo una ópera, dos sinfonías, una variación sinfónica para orquesta, un concierto para violín, dos cuartetos para cuerda, un quinteto de cuerda, un sexteto de cuerda, un quinteto de piano, una suite para piano, violín y viola, una exhibición para coro femenino y órganos. Sin embargo, como resultado de su errático modo de vida, un gran número de sus composiciones se perdieron, o se encuentran sólo en manos privadas. 
Su música de cámara ha sido muy elogiada por varios comentaristas, incluido el musicólogo Wilhelm Altmann.